# Tonya Pinkins
Tonya Pinkins, née le 30 mai 1962 à Chicago, est une actrice de télévision et de cinéma américaine.

## Filmographie

### Cinéma
- 1984 : Beat Street de Stan Lathan : Angela
- 1987 : Hotshot (en) de Rick King (en) :
- 1989 : Pas nous, pas nous (See No Evil, Hear No Evil) de Arthur Hiller : Leslie
- 1994 : Above the Rim de Jeff Pollack : Mailika
- 2002 : Love Hurts de Darryl McCane : Auntie V
- 2005 : Romance and Cigarettes de John Turturro : la femme médecin
- 2006 : Premium de Pete Chatmon (en) : Marva
- 2007 : Il était une fois (Enchanted) de Kevin Lima : Phoebe Banks
- 2008 : Noah's Arc: Jumping the Broom (en) de Patrik-Ian Polk (en) : Mrs Robinson
- 2013 : Newlyweeds de Shaka King (en) : Patrice
- 2013 : Apprenti Gigolo (Fading Gigolo) de John Turturro : Othella
- 2013 : Home de Jono Oliver: Esmin
- 2016 : Collective: Unconscious de Nuotama Bodomo : Ripa la moissonneuse
- 2017 : Aardvark (en) de Brian Shoaf : Abigail
- 2017 : The Book of Henry de Colin Trevorrow : principale Wilder
- 2017 : My Days of Mercy de Tali Shalom-Ezer : Agatha
- 2018 : Write When You Get Work (en) de Stacy Cochran (en) : Roberta Simmons
- 2019 : The Artist's Wife (en) de Tom Dolby (en) : Liza Caldwell
- 2020 : The Surrogate (en) de Jeremy Hersh : Karen Weatherston-Harris
- 2021 : Red Pill d’elle-même : Cassandra
- 2022 : The Life of Peter Gottlieb de Sam Centrella : Dean Fendleman

#### Courts métrages
- 1980 : Growing Up Young
- 2000 : Redemption de Fernandel Almonor : docteure Jones
- 2004 : Love, Mom de Ted Sperling (en) : Mom
- 2006 : True Grits de Shawn Carter Peterson : Woman #1
- 2015 : Ori Inu: In Search of Self de Chelsea Odufu : Mama Lola
- 2016 : Fearless Love de Jeff Lambert : détective Cambridge
- 2017 : An Act of Terror de Ashley Brim : Mary Church Terrell
- 2018 : Paris Blues in Harlem de Nadhege Ptah : Shirley
- 2018 : Mr. Talented de Rochée Jeffrey : Valerie Brown

### Télévision

#### Séries télévisées
- 1981 : American Dream (en) :
- 1984-1986 : As the World Turns : Heather Dalton (8 épisodes)
- 1986 : Les Incorruptibles de Chicago : la prostituée junkie
- 1990-2006 : New York, police judiciaire (Law & Order) : Angela Young (2 épisodes)
- 1990 : Cosby Show (The Cosby Show) : Iris
- 1991-2009 : La Force du destin (All My Children) : Livia Frye Cudahy (62 épisodes)
- 1995 : University Hospital : infirmière Mary Jenkins (9 épisodes)
- 2002 : The Guardian : Melinda Tralins
- 2005 : Sleeper Cell : Anita Al-Sayeed
- 2006 : Esprits criminels (Criminal Minds) : Nora Bennett
- 2006 : Cold Case : Affaires classées : Dina Miller
- 2007 : Allie Singer (Unfabulous) : Ms. Best
- 2008 : The Closer : L.A. enquêtes prioritaires : Donna Taft
- 2009 : 24 Heures chrono : Alama Matobo (4 épisodes)
- 2009 : American Wives (Army Wives) : Viola Crawford (5 épisodes)
- 2013 : Hostages : Beth Nix
- 2015 : Nurse Jackie : Charlane (2 épisodes)
- 2015-2016 : Gotham : Ethel Peabody (11 épisodes)
- 2016 : 22.11.63 (mini-série) : Mia Mimi Corcoran (4 épisodes)
- 2016-2019 : Madam Secretary : Susan Thompson (10 épisodes)
- 2017 : Scandal : Sandra (2 épisodes)
- 2017 : The Strain : Francis
- 2018 : Fear the Walking Dead : Martha (6 épisodes)
- 2019 : NCIS : Nouvelle-Orléans (NCIS: New Orleans) : Julie
- 2019 : Bull : Juge Maynard
- 2019 : Wu-Tang: An American Saga : Burgess
- 2020 : Katy Keene : Busker
- 2020 : God Friended Me : Marsha (3 épisodes)
- 2021 : Run the World : Gwen Greene
- 2021 : The Hunt for the Chicago Strangler : narratrice (3 épisodes)
- 2022 : Women of the Movement (en) : Alma Spearman (4 épisodes)

#### Téléfilms
- 1986 : Rage of Angels: The Story Continues de Paul Wendkos : Sharon
- 1993 : Strapped de Forest Whitaker : l'officier A.T.F.
- 1994 : Against Their Will: Women in Prison de Karen Arthur : Sondra
- 2015 : For Justice de Ava DuVernay : Marian Horn
- 2016 : The Elephant in the Room de Starsha Gill et Lisa Duva : Mama
- 2020 : Black Lady Goddess de Chelsea Odufu : Professeure Davis
- 2021 : Better Than My Last de Shawn Baker : Mrs Carter